# Phare d'Oviši
Le phare d'Oviši (en letton : Ovišu bāka) est un phare actif qui est situé à Tārgale, dans la région de Kurzeme en Lettonie. Il est le plus vieux phare letton. Il est géré par les autorités portuaires de Ventspils.
Il est considéré comme monument culturel de Lettonie  depuis le 5 septembre 2005.

## Histoire
Le phare a été construit en 1814 pour marquer l'entrée sud du détroit d'Irbe. La station compte aussi la maison en bois original d'un étage du gardien et une maison de gardien plus moderne de deux étages.
L'ancien bâtiment du générateur est maintenant utilisée comme  musée. La lentille de Fresnel de 3e ordre du phare de Slītere et celle du phare de Daugavgrīva sont maintenant exposées, avec celle d'Ovisi, au musée des phares de Lettonie d'Oviši. Il est ouvert au public du lundi au vendredi. Il est situé à 30 km au nord-est de Ventspils.

## Description
Le phare est une tour cylindrique massive blanche en maçonnerie de 33 mètres de haut, avec galerie et lanterne. Il émet, à une hauteur focale de 38 mètres, un éclat blanc toutes les 7.5 secondes. Sa portée nominale est de 15 milles nautiques (environ 28 km).
Identifiant : ARLHS : LAT-011 - Amirauté : C-3470 - NGA : 12192 - Numéro Lettonie : UZ-480 .

## Caractéristique duFeu maritime
Fréquence : 7.5 secondes (W)
- Lumière : 3 secondes
- Obscurité : 4.5 secondes

|                |
| Détroit d'Irbe |

|          |
| Le phare |

### Lien connexe
- Liste des phares de Lettonie